# Çiğdem Can Rasna
Çiğdem Can Rasna (ur. 5 lipca 1976 w Stambule) – turecka siatkarka, reprezentantka kraju, grająca na pozycji środkowej. Obecnie występuje w Fenerbahçe Acıbadem Stambuł.
Wicemistrzyni Europy z 2003 r. z Turcji.

## Kluby
- Ankara Vakıfbank (1994–1998)
- Eczacıbaşı Stambuł (1999–2004)
- Pulcher Lodi (2004–2005)
- Emlak Toki (2005–2006)
- Fenerbahçe Acıbadem Stambuł (od 2006 r.)

## Osiągnięcia klubowe
- Mistrzostwa Turcji:
  - : 1997, 1999, 2000, 2001, 2003, 2009, 2010, 2011
- Superpuchar Turcji:
  - : 2009, 2010
- Puchar CEV:
  - : 2009
- Puchar Turcji:
  - : 1998, 2010
- Liga Mistrzyń:
  - : 2010
  - : 2011
- Klubowe Mistrzostwa Świata:
  - : 2010

## Osiągnięcia reprezentacyjne
- Mistrzostwa Europy:
  - : 2003